# Medal of Honor: Warfighter
Medal of Honor: Warfighter je počítačová akční střílečka vytvořená studiem Danger Close a vydána Electronic Arts. Warfigter je přímým pokračováním předchozího dílu Medal of Honor a v pořadí 14. dílem ze série Medal of Honor.
Hra běží na enginu Frostbite 2 (stejně jako Battlefield 3).

## Hratelnost

### Singleplayer
Singleplayer následuje příběhy jednotek Tier 1 operators. Obsahuje několik lokací včetně Bosny, Pákistánu, Filipín a Somálska.

### Multiplayer
V multiplayeru jsou tyto hratelné jednotky:
| Země               | Hratelná frakce            |
| ------------------ | -------------------------- |
| Austrálie          | SASR                       |
| Kanada             | JTF2                       |
| Německo            | KSK                        |
| Norsko             | FSK                        |
| Polsko             | GROM                       |
| Rusko              | Alpha Group                |
| Jižní Korea        | UDT/SEALs                  |
| Švédsko            | SOG                        |
| Spojené království | SAS                        |
| USA                | SEALs SFOD-D OGA (CIA SAD) |